# Material Design

Exemple d'une IHM « Material Design ».

Le Material Design est un ensemble de règles de design proposées par Google et qui s'appliquent à l'interface graphique des logiciels et applications. Il est utilisé notamment à partir de la version 5.0 du système d'exploitation Android.
Google a présenté le Material Design pour la première fois lors de la conférence Google I/O, le 25 juin 2014. En misant sur les motifs « carte », déjà utilisés dans Google Now, ces règles de design mettent l'accent sur une utilisation accrue des mises en page basées sur une grille, des animations et des transitions, des effets de profondeur tels l'éclairage et les ombres. Selon Google ce nouveau langage de design est basé sur le papier et l'encre.
Le designer Matías Duarte explique que « contrairement au vrai papier, notre matériau numérique peut s'étirer et se modifier de manière intelligente. Le matériau contextuel a une surface physique et des bords. Les superpositions et les ombres donnent des informations sur ce que vous pouvez toucher »[réf. nécessaire].
Ce design d'interface utilisateur succède au design Holo utilisé par Android de la version 4.0 à la version 4.4.

## Le papier polymère
L'implémentation du Material Design pour les interfaces utilisateur d'applications web est appelée Polymer paper elements. Il existe à travers la bibliothèque Polymer qui fournit une API de composants web aux navigateurs qui n'implémentent pas nativement le standard ainsi que par une collection d'éléments appelée Paper elements collection.